# Christian Bouckenooghe
Christian Bouckenooghe (Cookeilanden, 7 februari 1977) is een Nieuw-Zeelandse voetballer van Belgische afkomst. Hij speelt als verdediger. In 2006 ging hij spelen bij RS Waasland. Hij had tegen die tijd al meer dan 30 selecties voor de Nieuw-Zeelandse nationale ploeg verzameld.
Bouckenooghe speelde bij diverse clubs, vooral in West-Vlaanderen. Hij trad onder meer aan bij SVD Handzame, SK Ronse, SK Roeselare en SV Roeselare, SV Waregem, KV Oostende, het Engelse Rotherham United. Sinds 30 augustus 2003 speelde hij opnieuw bij SV Roeselare. In 2005/06 speelde de club voor het eerst in de Eerste Klasse. Bouckenooghe kwam echter niet meer veel aan spelen toe, was einde contract en vertrok naar Red Star Waasland. Hij speelde daar tot einde seizoen 2007-2008. Nu heeft hij een contract bij Club Roeselare